# Julien Simon-Chautemps
Julien Simon-Chautemps, född 9 maj 1978 i Frankrike, är tävlingsingenjör för Sauber Formel 1-team.
Tidigare arbetade han för Toyota Racing, Renault F1, Lotus F1 Team och Team Lotus lag.
Julien Simon-Chautemps har en examen i Institut polytechnique des sciences avancées (2002).